# Monuni
Monuni (en grec antic: Μονούνιος) va ser un rei o cap de la tribu il·líria dels dàrdans. Tenia una filla, Etuta, que estava casada amb el rei d'Il·líria Genci, segons diu Titus Livi.
Ateneu de Nàucratis l'anomena Menuni, però les monedes mostren que el nom correcte era Monuni, i que la seva capital era Dirràquium.
De data anterior es coneix un príncep o cap dels dàrdans que portava el nom de Moni, que va estar en guerra amb Ptolemeu Ceraune, segons Pompeu Trogus, i que probablement també es deia correctament Monuni.